# Mój kumpel duch
Mój kumpel duch (niem. Binny und der Geist) – niemiecki serial fabularny. Pierwszy odcinek pojawił się Niemczech 23 marca 2013 roku jako przed-premiera na niemieckim Disney Channel. Oficjalna premiera serialu odbyła się na tym samym kanale 26 października 2014 roku. Serial ten miał swoją premierę w Polsce 13 grudnia 2014 roku na kanale Disney Channel. W styczniu 2015 roku ogłoszono, że powstanie sezon 2. Premiera światowa nastąpiła 10 kwietnia 2016. Ostatni odcinek serialu wyemitowano 15 maja 2016. Natomiast w Polsce dwa ostatnie odcinki serialu wyemitowano 29 sierpnia 2016 oraz 30 sierpnia 2016 o 22:00 na kanale Disney Channel.

## Fabuła
14-letnia Binny przeprowadza się ze swoimi rodzicami z Hamburga do starej willi w Berlinie. Binny dowiaduje się, że musi dzielić pokój z Melchiorem, urodzonym w 1900, ale w postaci 14-letniego ducha. Chcąc pozbyć się Melchiora, Binny musi mu pomóc rozwiązywać kryminalne zagadki i inne małe niesprawiedliwości, gdyż Melchior został uwolniony z duchowej egzystencji. Rozwiązując zagadki, Binny i Melchior przeżywają razem wiele przygód.

## Bohaterowie
- Binny Baumann (Merle Juschka) – odważna, mądra i ciekawska główna bohaterka serialu. Uwielbia rozwiązywać zagadki i dlatego postanawia pomóc Melchiorowi odkryć jego przeszłość. Binny posiada zegarek kieszonkowy Melchiora, dzięki któremu może zajrzeć do świata duchów. Jest ekologicznie świadoma i krytykuje zanieczyszczenia i niesprawiedliwości.
- Melchior von und zu Panke (Johannes Hallervorden) – uroczy, ale trochę narcystyczny duch, który urodził się w 1900 roku. W wieku 14 lat, po śmierci swojej oraz rodziców został duchem. Po poznaniu Binny, prosi ją o pomoc w odkryciu swojej przeszłości. Pomimo początkowych trudności we współpracy zaprzyjaźniają się. Melchior wydaje się nawet być zazdrosny gdy są przy Binny inni chłopcy. Melchior jest także kosmopolityczny i dlatego zachwyca go technologia z XXI wieku. W ostatnim odcinku drugiego sezonu odzyskuje ciało za sprawą Rhetta Torna. Nie lubi każdego, kto nazywa go grubym spasionym dzieciakiem, a gdy się tak dzieje to wtedy się złości. Więc tego ducha w wieku 14-stu lat lepiej nie drażnić, bo wtedy pokazuje co on potrafi.
- Wanda Baumann (Katharina Kaali) – kochająca i opiekuńcza matka Binny. Jest optymistką i próbuje przekazać rodzinie tę pozytywną energię. Pracowała jako kustosz w muzeum. Podobnie jak córka, jest przeciwna zanieczyszczeniu i niesprawiedliwości.
- Ronald Baumann (Steffen Groth) – niezdarny i pełen humoru ojciec Binny. Pracuje jako architekt i nieustannie dokonuje zmian w rodzinnym domu. Uwielbia piłkę nożną. Tak samo jak żona i córka, jest przeciwny zanieczyszczeniu i niesprawiedliwości.
- Luca Schuster (Eliz Tabea Thrun) – najlepsza przyjaciółka Binny. Nie wie nic o tajemnicy zegarków ani przyjaźni Binny i Melchiora. Sekrety te poznaje, gdy jest świadkiem konfrontacji Binny i Melchiora z Bodo i Hubertusem w czasie szkolnego balu.
- Rhett Thorn (Robert Köhlen) – duch uwięziony w zegarku przez Hubertusa i przypadkowo uwolniony po 300 latach przez Bodo. Początkowo miał kontynuować rodzinną tradycję i zostać stróżem zegarków, jednak za decyzją ojca rolę stróża przejęła jego siostra. Od tego czasu dąży do zostania największym łowcą zegarków. Ma własną piwnicę zegarków, w której znajduje się m.in. zegar kontrolujący czas. W przedostatnim odcinku drugiego sezonu odzyskuje ciało. Zostaje zniszczony przez Melchiora.
- Hubertus van Horas (Stefan Weinert) – wróg Binny i Melchiora w pierwszej serii. Ma ponad 300 lat. Jego celem jest nieśmiertelność, ale potrzebuje do tego wszystkie zegarki kieszonkowe (zdobył już 3 z 7). Nie zatrzyma się przed niczym, by osiągnąć swój cel. W ostatnim odcinku pierwszej serii wychodzi na jaw, że to on jest odpowiedzialny za śmierć rodziców Melchiora. Zostaje zniszczony przez Bodo.
- Bodo (Stefan Becker) – asystent Hubertusa, któremu wiernie służy. W ostatnim odcinku pierwszej serii, mszcząc się za zdradę, której dopuścił się Hubertus, niszczy go poprzez przesunięcie czasu w zegarku do przodu. W pierwszym odcinku drugiego sezonu wskutek nieostrożnego obejścia się z zegarkiem uwalnia Rhetta Thorna, który namawia go do współpracy. Gdy Bodo nie jest mu już potrzebny, Rhett zabija go i tym sposobem odzyskuje swe ciało. Od tej pory Bodo pomaga Binny i Melchiorowi jako duch.

## Wersja polska
W wersji polskiej udział wzięli:
- Joanna Kudelska – Binny Baumann
- Krzysztof Szczepaniak – Melchior von und zu Panke
- Artur Kaczmarski – Ronald Baumann
- Elżbieta Jędrzejewska-Futera – Wanda Baumann
- Waldemar Barwiński – Mats (odc. 5)
- Eliza Rycembel – Luca Schuster
- Zofia Zborowska – Sarah (odc. 5)
- Mateusz Narloch – Tom (odc. 2)
- Karol Wróblewski –
  - dyrektor Rötig (odc. 2, 9, 11, 15, 23),
  - wspólnik Madame Bu (odc. 3),
  - Erik (odc. 6),
  - Markus Meyer (odc. 8),
  - wspólnik Melindy Knorr (odc. 12)
- Paweł Ciołkosz –
  - Fred (odc. 4),
  - jeden z zawodników drużyny piłkarskiej (odc. 5),
  - Niklas (odc. 8, 11, 18),
  - Olli (odc. 10),
  - sprzedawca (odc. 15)
- Jakub Jankiewicz – Oskar (odc. 4)
- Ewa Kania-Grochowska – Margarita von und zu Panke (odc. 3)
- Barbara Zielińska – Madame Bu (odc. 3)
- Agata Pruchniewska – kobieta w kawiarni
- Tomasz Steciuk – Bodo
- Miriam Aleksandrowicz – Ilse Schultz (odc. 3)
- Joanna Węgrzynowska-Cybińska –
  - Steffi Schuster (odc. 1),
  - babcia Lucii (odc. 3),
  - pracowniczka schroniska dla psów (odc. 4)
- Przemysław Nikiel – Helmut (odc. 3)
- Cezary Kwieciński –
  - Ed (odc. 4),
  - Klausi (odc. 10)
- Krzysztof Szczerbiński-Plewako – Hubertus van Horas
- Miłosz Konkel –
  - Martin (odc. 2, 8-9),
  - Tom (odc. 15),
  - filmowiec #2 (odc. 17)
- Wojciech Machnicki – Albert von und zu Panke (odc. 3)

W pozostałych rolach:
- Mikołaj Klimek –
  - dostawca żywności (odc. 2),
  - sąsiad Baumannów (odc. 3),
  - nowy najemca (odc. 4)
- Anna Gajewska –
  - pracowniczka sklepu mięsnego (odc. 4),
  - przestępczyni (odc. 6),
  - Elfriede Rötig (odc. 11)
- Maciek Więckowski – jeden z właścicieli psów (odc. 4)
- Karol Jankiewicz – Mark (odc. 6-7, 9, 11, 18-19, 23)
- Klaudiusz Kaufmann –
  - dyrektor muzeum Mommsen (odc. 6-7),
  - właściciel minigolfa (odc. 18)
- Olga Omeljaniec – Steffi Schuster (odc. 7, 12, 15)
- Wit Apostolakis-Gluziński –
  - Jan (odc. 7, 9, 11, 15),
  - filmowiec #1 (odc. 17)
- Agnieszka Mrozińska-Jaszczuk – wspólniczka Nina (odc. 7)
- Piotr Bajtlik – Koller (odc. 8)
- Klementyna Umer – pani weterynarz (odc. 8)
- Karol Osentowski – Basti (odc. 9)
- Izabella Bukowska-Chądzyńska –
  - kobieta z Wydziału Ochrony Środowiska (odc. 10),
  - pani Radetzky (odc. 11),
  - archiwistka (odc. 12)
- Robert Tondera –
  - Kai (odc. 10),
  - jeden z kelnerów (odc. 11)
- Grzegorz Kwiecień –
  - pan Moser (odc. 11),
  - sprzedawca na pchlim targu (odc. 12)
- Andrzej Chudy – Peter (odc. 14)
- Robert Jarociński – Klaus Luckner (odc. 14)
- Ewa Serwa –
  - sąsiadka przedszkola (odc. 14),
  - kuratorka (odc. 15),
  - sąsiadka Baumannów (odc. 19)
- Janusz Wituch –
  - sąsiad przedszkola (odc. 14),
  - przechodzień (odc. 16)
- Leszek Zduń –
  - pan Berlich (odc. 14),
  - Karl (odc. 16)
- Wojciech Paszkowski –
  - licytator (odc. 14),
  - policjant (odc. 17)
- Kamil Kula – Rhett Thorn
- Krzysztof Cybiński –
  - pracownik firmy zakładającej alarmy (odc. 15),
  - policjant (odc. 16, 19)
- Wojciech Chorąży –
  - pracownik firmy zakładającej alarmy (odc. 15),
  - przemytnik (odc. 16),
  - pracownik budowlany (odc. 17)
- Michał Podsiadło –
  - Justus (odc. 15),
  - fałszywy kurier (odc. 19)
- Agnieszka Fajlhauer –
  - pracowniczka firmy dostarczającej ryby (odc. 16),
  - pracowniczka poczty (odc. 19)
- Antoni Scardina – mały Bodo (odc. 19-20)
- Anna Apostolakis –
  - Elvira von Hammerfels (odc. 20),
  - kobieta prowadząca loterię (odc. 21)
- Bartosz Wesołowski –
  - antykwariusz (odc. 20),
  - wspólnik Kaia Bära (odc. 21)
- Katarzyna Kozak – Steffi Schuster (odc. 21)
- Dariusz Błażejewski – szef ochrony (odc. 21)
- Maksymilian Bogumił – Kai Bär (odc. 21)
- Joanna Derengowska – Leonina von Granstein (odc. 22)

i inni
Wersja polska: SDI Media Polska

Reżyseria: Wojciech Paszkowski

Tekst polski:
- Karolina Sowińska (odc. 1-13),
- Anna Wysocka (odc. 14-23)

Montaż: Magdalena Waliszewska (odc. 10-13)
Lektor: Paweł Bukrewicz

## Spis odcinków
| Seria | Seria | Odcinki | Oryginalna emisja | Oryginalna emisja | Oryginalna emisja | Oryginalna emisja    |
| Seria | Seria | Odcinki | Premiera serii    | Finał serii       | Premiera serii    | Finał serii          |
| ----- | ----- | ------- | ----------------- | ----------------- | ----------------- | -------------------- |
|       | 1     | 13      | 23 marca 2013     | 18 stycznia 2015  | 13 grudnia 2014   | 26 października 2015 |
|       | 2     | 10      | 10 kwietnia 2016  | 15 maja 2016      | 15 sierpnia 2016  | 30 sierpnia 2016     |

| Światowa premiera | Polska premiera | N/o | Polski tytuł            | Niemiecki tytuł            |
| ----------------- | --------------- | --- | ----------------------- | -------------------------- |
|                   |                 |     |                         |                            |
| SERIA PIERWSZA    |                 |     |                         |                            |
|                   |                 |     |                         |                            |
| 23.03.2013        | 13.12.2014      | 01  | Sekretny współlokator   | Der heimliche Mitbewohner  |
|                   |                 |     |                         |                            |
| 02.11.2014        | 20.12.2014      | 02  | Sprawa skarbonki        | Und es hat Puff gemacht    |
|                   |                 |     |                         |                            |
| 09.11.2014        | 27.12.2014      | 03  | Madame Bu               | Madame Buh                 |
|                   |                 |     |                         |                            |
| 16.11.2014        | 03.01.2015      | 04  | Nie dla psa kiełbasa    | Auf den Hund gekommen      |
|                   |                 |     |                         |                            |
| 23.11.2014        | 10.01.2015      | 05  | Duch drużyny            | Team-Geist                 |
|                   |                 |     |                         |                            |
| 30.11.2014        | 17.01.2015      | 06  | Kasa z kraksy           | Bei Crash Cash             |
|                   |                 |     |                         |                            |
| 07.12.2014        | 24.01.2015      | 07  | Sztuka kradzieży        | Der Kunstraub              |
|                   |                 |     |                         |                            |
| 14.12.2014        | 23.03.2015      | 08  | Końskie zdrowie         | Auf's Pferd gekommen       |
|                   |                 |     |                         |                            |
| 21.12.2014        | 24.03.2015      | 09  | Zapłacić, czy odpłacić  | Die Posting Pest           |
|                   |                 |     |                         |                            |
| 28.12.2014        | 25.03.2015      | 10  | W lesie                 | Im Wald                    |
|                   |                 |     |                         |                            |
| 04.01.2015        | 26.03.2015      | 11  | Szkolny bal             | Der Schulball              |
|                   |                 |     |                         |                            |
| 11.01.2015        | 27.03.2015      | 12  | Diamentowa dama         | Lady Diamond               |
|                   |                 |     |                         |                            |
| 18.01.2015        | 26.10.2015      | 13  | Ice, Ice Binny          | Ice, Ice Binny             |
|                   |                 |     |                         |                            |
| SERIA DRUGA       |                 |     |                         |                            |
|                   |                 |     |                         |                            |
| 10.04.2016        | 15.08.2016      | 14  | Willa Promyczek         | Villa Sonnenschein         |
|                   |                 |     |                         |                            |
| 17.04.2016        | 16.08.2016      | 15  | Włamanie do szkoły      | Einbruch in der Schule     |
|                   |                 |     |                         |                            |
| 17.04.2016        | 17.08.2016      | 16  | Żabo-potwór             | Das Schwarze Froschmonster |
|                   |                 |     |                         |                            |
| 24.04.2016        | 18.08.2016      | 17  | Jak z filmu             | Filmreif                   |
|                   |                 |     |                         |                            |
| 01.05.2016        | 22.08.2016      | 18  | Sprawa minigolfa        | Nachts beim Minigolf       |
|                   |                 |     |                         |                            |
| 01.05.2016        | 23.08.2016      | 19  | Przesyłka pomyłka       | Das falsche Paket          |
|                   |                 |     |                         |                            |
| 08.05.2016        | 24.08.2016      | 20  | Skarb zamku             | Der Schatz in der Burg     |
|                   |                 |     |                         |                            |
| 08.05.2016        | 25.08.2016      | 21  | Noc w centrum handlowym | Nachts im Kaufhaus         |
|                   |                 |     |                         |                            |
| 15.05.2016        | 29.08.2016      | 22  | Leonina                 | Leonina                    |
|                   |                 |     |                         |                            |
| 15.05.2016        | 30.08.2016      | 23  | Niech żyje Rock n' Roll | Rock around the Clock      |
|                   |                 |     |                         |                            |